# Хартвиг I фон Спанхайм
Хартвиг I фон Спанхайм (на немски: Hartwig I von Spanheim, † 3 март 1126) от род Спанхайми, е епископ на Регенсбург от 1105 до 1126 г.

## Биография
Той е петият син на маркграф Енгелберт I фон Спанхайм († 1096) и съпругата му Хедвиг Билунг от Саксония († 1112), дъщеря на херцог Бернхард II от род Билунги.
Хартвиг е много близък на Хайнрих V и участва през 1111 г. в първия поход на императора до Рим. С влиянието си той помага за избирането за крал на Лотар III, по-късният император на Свещената Римска империя. Хайнрих V го предлага за епископ на Регенсбург. Като епископ той строи манастири.
Умира през 1126 г. и е погребан в катедралата на Регенсбург.